# Max Frelander
Max Georg Frelander, född 23 april 1881 i Helsingfors, död där 29 januari 1949, var en finländsk arkitekt. 
Frelander var chef för Helsingfors snickarskola 1907–1915 och tjänstgjorde i tjugo år som lärare och chef för Ateneums möbelavdelning. Han arbetade även som självständig inredningsarkitekt och assisterade Lars Sonck bland annat vid utsmyckningen av Börshuset i Helsingfors (1912) och vid inredningen av Mikaelskyrkan i Åbo (1905), där Frelander tillsammans med Gösta Kulvik bidrog med en rik jugendornamentik, som utsmyckar väggarna och fönstren såväl i kyrksalen som i trapporna. Bland Frelanders övriga arbeten kan nämnas Helsingfors arbetarförenings nationalromantiska granithus på Broholmen (1908), tillsammans med Karl Lindahl, Hamburger Börs i Åbo samt Billnäs bruks fabriksbyggnader i Pojo (1910–1911) och ett flertal privatvillor.